# История Кубы
Куба до конца XVI века была заселена индейскими племенами. Самые ранние известные поселения на Кубе датируются IV тысячелетием до нашей эры.
В октябре 1492 года Кубу открыли участники первого плавания Х. Колумба, а в 1511 году Диего Веласкес де Куэльяр основал на Кубе первое поселение, Асунсьон.
Куба находилась под властью Испании до 1898 года, когда в результате испано-американской войны она перешла под управление США. Американская оккупация острова официально завершилась 1 января 1902 года, когда в должность вступил первый избранный президент Кубы Томас Эстрада Пальма. В 1933 году в результате военного переворота к власти пришёл Фульхенсио Батиста, остававшийся во главе государства до 1959 года, когда он был свергнут в результате революции. У власти оказалось поколение политиков во главе с Фиделем Кастро, с 1961 года объявивших о социалистической ориентации страны.
В настоящее время Куба остаётся одним из нескольких государств, продолжающих заявлять о своей социалистической ориентации.

## Доколумбовая Куба
Гуанахатабеи переселились на Кубу предположительно из Южной Америки около 530 года до н. э., хотя некоторые исследователи, основываясь на сходстве элементов археологических культур, полагают, что этот народ мог происходить с территории, которую сейчас занимают США. Гуанахатабей были охотниками и земледельцами и возделывали табак. Их численность к приходу испанцев оценивается примерно в 100 000 человек. Позже они были частично вытеснены более поздними мигрантами, индейцами-араваками из народов таино и сибонеи. Численность таино оценивается в 200 000, они культивировали юкку, из которой производили хлеб, а также хлопок, табак, кукурузу и батат.

## Испанское завоевание

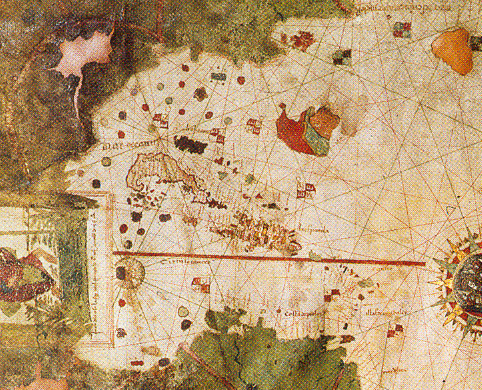
Карибское море на карте Хуана де ла Коса, 1500 год

28 октября 1492 года к Кубе подошли корабли первой экспедиции Колумба, на пути с Багамских островов к Эспаньоле прошедшие вдоль северо-восточного побережья острова. Вторая экспедиция Колумба в 1494 году исследовала южное побережье Кубы. В 1493 году папа Александр VI издал буллу Inter caetera, в которой, среди прочего, предписал Испании завоевать Новый Свет и обратить его жителей в католицизм. Полная карта Кубы была составлена лишь в 1509 году Себастьяном де Окампо, а реальная колонизация началась в 1511 году, когда Диего Веласкес де Куэльяр на трёх кораблях с тремястами людьми выплыл с Эспаньолы и основал поселение, современный Баракоа. Переселенцы встретили ожесточённое сопротивление индейцев таино во главе с касиком Атуэем, незадолго перед тем бежавшим с Эспаньолы от зверств испанцев. К 1514 году сопротивление было подавлено, Атуэй и его сторонники были взяты в плен и сожжены на костре, и испанцы установили полный контроль над островом. Индейцы либо ушли в труднодоступные горные районы, либо были согнаны в специально созданные резервации, и в больших количествах умерли от инфекционных болезней. В 1513 году Веласкес де Куэльяр, ставший губернатором Кубы, перенёс столицу в Сантьяго-де-Куба. В 1514 году была основана Гавана.
В 1513 году Фердинанд II Арагонский ввёл для местных жителей в американских колониях специальную систему владения землёй, энкомьенду, аналогичную крепостному праву. На Кубе эта система не имела успеха, так как индейцы либо умерли, либо ушли в горы. Для исправления ситуации были ввезены рабы-индейцы с соседних островов и американского континента, но и они при возможности уходили в горы. Тем не менее, какое-то взаимодействие испанцев и индейцев происходило. Оно, в частности, выразилось в том, что испанцы начали возделывать табак. Названия «Куба» и «Гавана» происходят из языка таино. Хотя генетически в современном населении Кубы присутствуют гены индейцев, цивилизация и культура таино была полностью уничтожена ещё в начале XVI века.
В экономике Кубы главную роль играли производство табака и сахара. Для этого требовалась рабочая сила, и, так как попытки привлечь индейцев оказались безуспешными, испанцы стали ввозить чёрных рабов. Работорговля продолжалась до начала XIX века. В 1807 году Британия объявила работорговлю вне закона, и вскоре другие страны последовали её примеру. Испания отменила рабство в 1820 году.
До 1760-х годов на Кубе действовали ограничения, введённые Испанией на внешнюю торговлю, с целью поддержания монополии на экспорт из карибского бассейна. В частности, колонии имели право торговать лишь с испанскими судами. После открытия кубинских портов на острове начался торговый бум, который привёл к резкому росту благосостояния, до такой степени, что в XIX веке наблюдался приток на Кубу белых эмигрантов из Испании. К 1860 году Куба практически стала монокультурной страной, специализировавшейся на производстве сахара, и была одним из его крупнейших производителей в мире. Все прочие товары импортировались, большая часть из США, которые были крупнейшим торговым партнёром острова и покупали 82 % кубинского сахара.

## Международные отношения

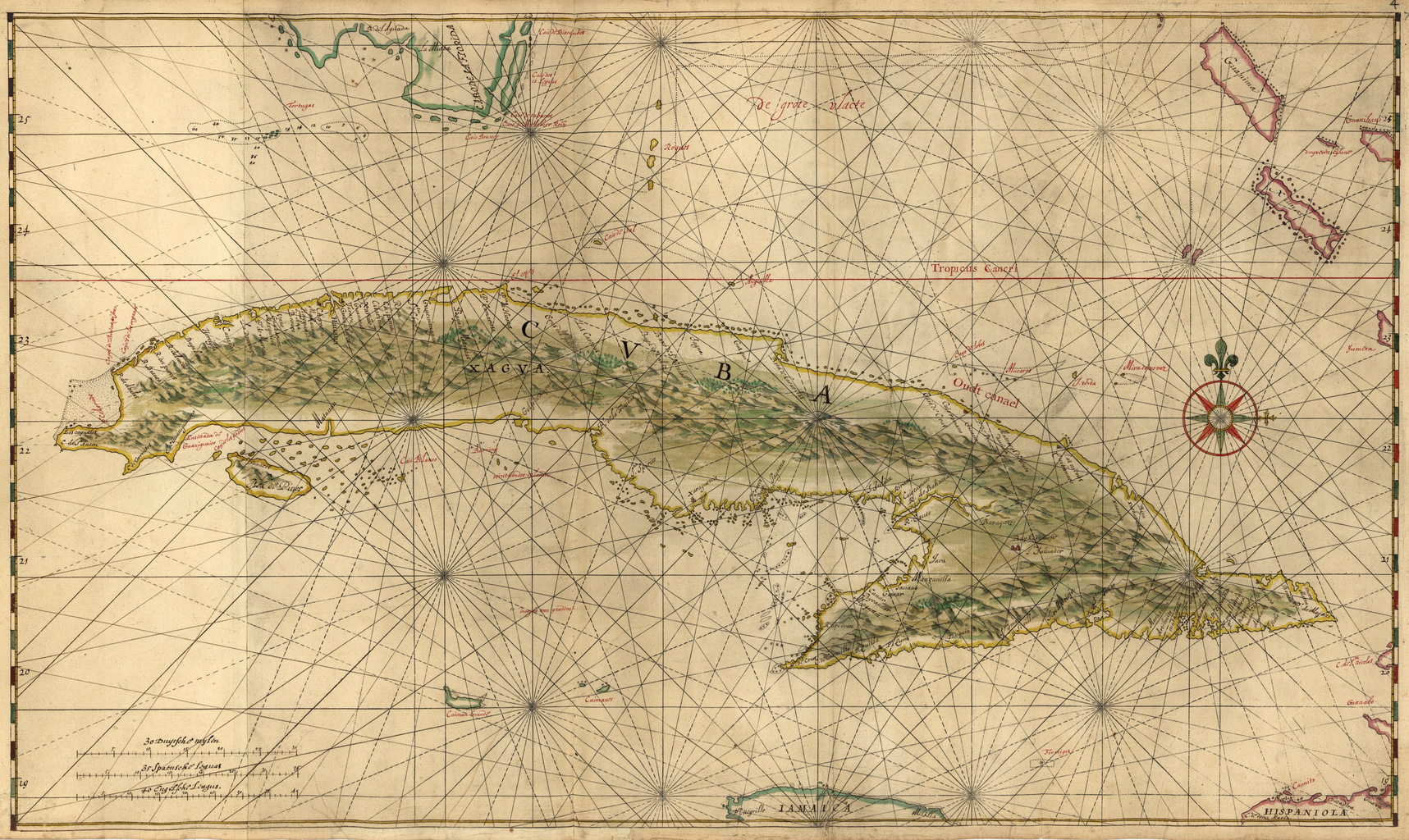
Карта Кубы голландского картографа Джоана Винкебунса, 1639 год

Куба, будучи богатой испанской провинцией, долгое время привлекала буканьеров и пиратов. Замок Морро в Гаване был специально построен в 1589 году для отражения нападений пиратов. Большинство пиратов и корсаров были французами. Так, Жак де Сор напал на Гавану и сжёг её ещё в 1555 году. Знаменитый английский капер Френсис Дрейк в 1586 году проплыл в оптической видимости Гаваны, но так и не высадился на Кубе. В 1628 году голландский флот под командованием Пита Хейна разграбил испанские корабли, стоявшие на рейде Гаваны. В 1662 году английский флот под командованием Кристофера Мингса на короткое время занял город Сантьяго-де-Куба в попытке открыть Кубу для свободной торговли с находящейся под властью Британии Ямайкой.

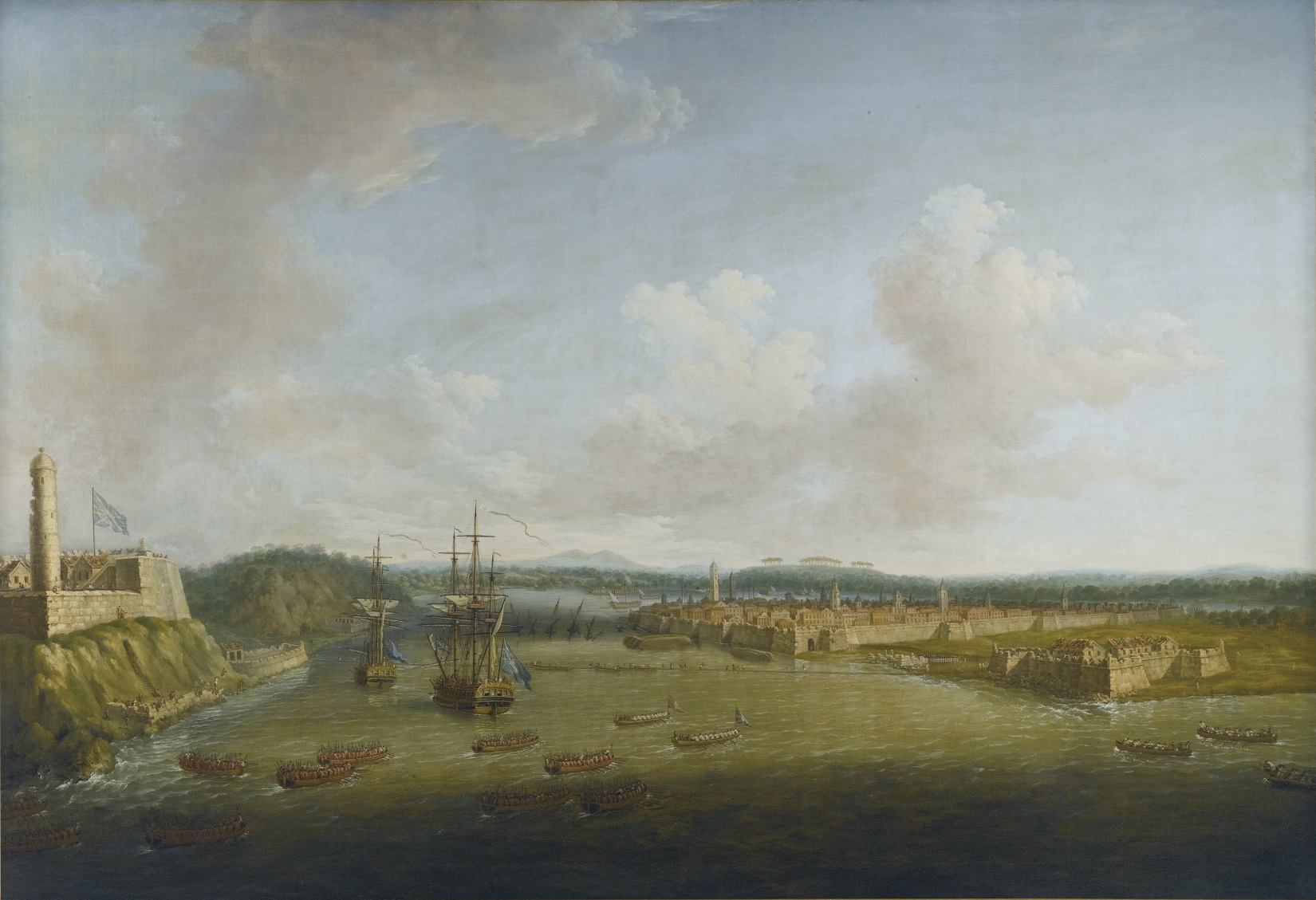
Доминик Серрес. «Взятие Гаваны 14 августа 1762 года»

В ходе так называемой Войны за ухо Дженкинса, которая продолжалась с 1739 по 1742 год, адмирал Эдвард Вернон захватил залив Гуантанамо и составил план завоевания острова четырьмя тысячами находившихся в его распоряжении солдат. План полностью провалился из-за партизанского сопротивления испанцев и из-за тропических болезней, после чего англичане были вынуждены вернуться на Ямайку. Через семь лет, в 1748 году, противоречия между Англией и Испанией выразились в морском сражении британского и испанского флота у побережья Кубы, известном как Битва за Гавану.
Семилетняя война также происходила и в карибском бассейне. Испания в войне была союзницей Франции, что поставило их в конфронтацию с Великобританией. В конце войны, в 1762 году, из Портсмута вышли пять военных кораблей под командованием Огастеса Кеппеля с целью захватить Кубу. С 6 июня Гавана находилась в осаде и в конце концов сдалась. Англичане вошли в город и установили контроль над всей западной частью острова, после чего немедленно открыли свободную торговлю с британскими колониями. Основным товаром были рабы для работы на сахарных плантациях. В результате Гавана стала третьим по населению городом мира и установила торговые связи с Северной Америкой. Тем не менее, британская оккупация продолжалась очень недолго, менее года. Британские торговые дома были недовольны падением цен на сахар и вынудили правительство ускорить переговоры с Испанией. 10 февраля 1763 года был подписан Парижский мирный договор, положивший конец Семилетней войне, по условиям которого Испания отдавала Британии Флориду в обмен на Кубу.

## Куба в XIX веке
В начале XIX века, под влиянием Великой французской революции, успешной войны за независимость испанских колоний в Америке и революции на Гаити, на Кубе возникли движения, ставившие целью независимость от Испании и освобождение рабов. Первое из них, возглавляемое свободным чёрным жителем Кубы, Николасом Моралесом, ставившее целью равноправие между белыми и мулатами, а также снижение налогов, было обнаружено властями уже в 1795 году, и его организаторы посажены в тюрьму.
В 1809—1810 годах на Кубе был организован заговор, ставившей своей целью получение островом независимости. Один из его лидеров, Хоакин Инфанте, написал проект конституции независимой Кубы, которая предполагала сохранение рабства, разные права у людей с разным цветом кожи и католицизм в качестве государственной религии. В 1812 году руководители заговора были арестованы и депортированы в Испанию.
В 1813 году был раскрыт заговор, подготовленный под руководством свободного чёрного плотника из Гаваны Хосе Антонио Апонте. Руководители этого заговора, объединявшего участников всех рас, были казнены. Главной причиной провала заговоров было отсутствие поддержки большинства креолов, в особенности владельцев плантаций, которые рассматривали Испанию как силу, способную поддерживать рабство и подавлять восстания рабов. После 1812 года, вдохновлённые успехом Боливара и принятием конституции в Испании, стали возникать различные тайные общества, самым значительных из которых стало исп. Soles y Rayos Bolívar, основанное в 1821 году под руководством Хосе Франсиско Лемуса. В 1823 году общество было раскрыто, его руководители отправлены в ссылку, а испанская конституция отменена, в результате чего на Кубе существенно усилилась власть губернатора.
С 1810-х годов на Испанию постоянно оказывалось давление с целью заставить её отменить работорговлю. В 1817 году она впервые подписала международный договор, но не присоединилась к нему. Давление усилилось после того, как Великобритания отменила рабство в своих колониях. Это событие привело к увеличению интенсивности восстаний рабов на Кубе.
В 1820-е и 1830-е годы было предпринято ещё несколько попыток организации заговора с целью получения независимости Кубы, но все они провалились. К 1825 году все испанские колонии в Америке, за исключением Кубы и Пуэрто-Рико, стали независимыми. 17 мая 1824 года Мадрид даже предоставил Кубе почетный титул «всегда верного острова» («Siempre fiel isla»). В 1826 году на Панамском конгрессе США выступили против независимости Кубы, угрожая, что США «не останутся безразличными». Причиной этого было то, что правительство США, где рабство в этот момент ещё не было отменено, опасались восстания рабов после известия об освобождении Кубы и Пуэрто-Рико. Инициатива Боливара, поддержанная Мексикой и Колумбией, по интервенции на эти острова, не получила развития. США также выступили против соглашений между Испанией и Великобританией, которые могли бы касаться Кубы. Однако «верность» Кубы испанской короне оказалась зыбкой — борьба за независимость острова продолжалась.
Уже в 1826 году в Пуэрто-Принсипе (провинция Камагуэй) произошло первое вооружённое восстание с целью получения независимости Кубы. Его предводители, креол Франсиско де Агуэро и мулат Андрес Мануэль Санчес, после поражения восстания были казнены. За этим последовали другие восстания. Ведущими национальными фигурами на кубе в 1830-е годы были Феликс Варела и поэт Хосе Мария Эредиа. В это же время возникло реформистское движение, критиковавшее Испанию за коррупцию и работорговлю. Лидером его был Хосе Антонио Сако. Движение не принесло результатов, более того, Куба в это время лишилась права посылать представителей в испанский парламент.

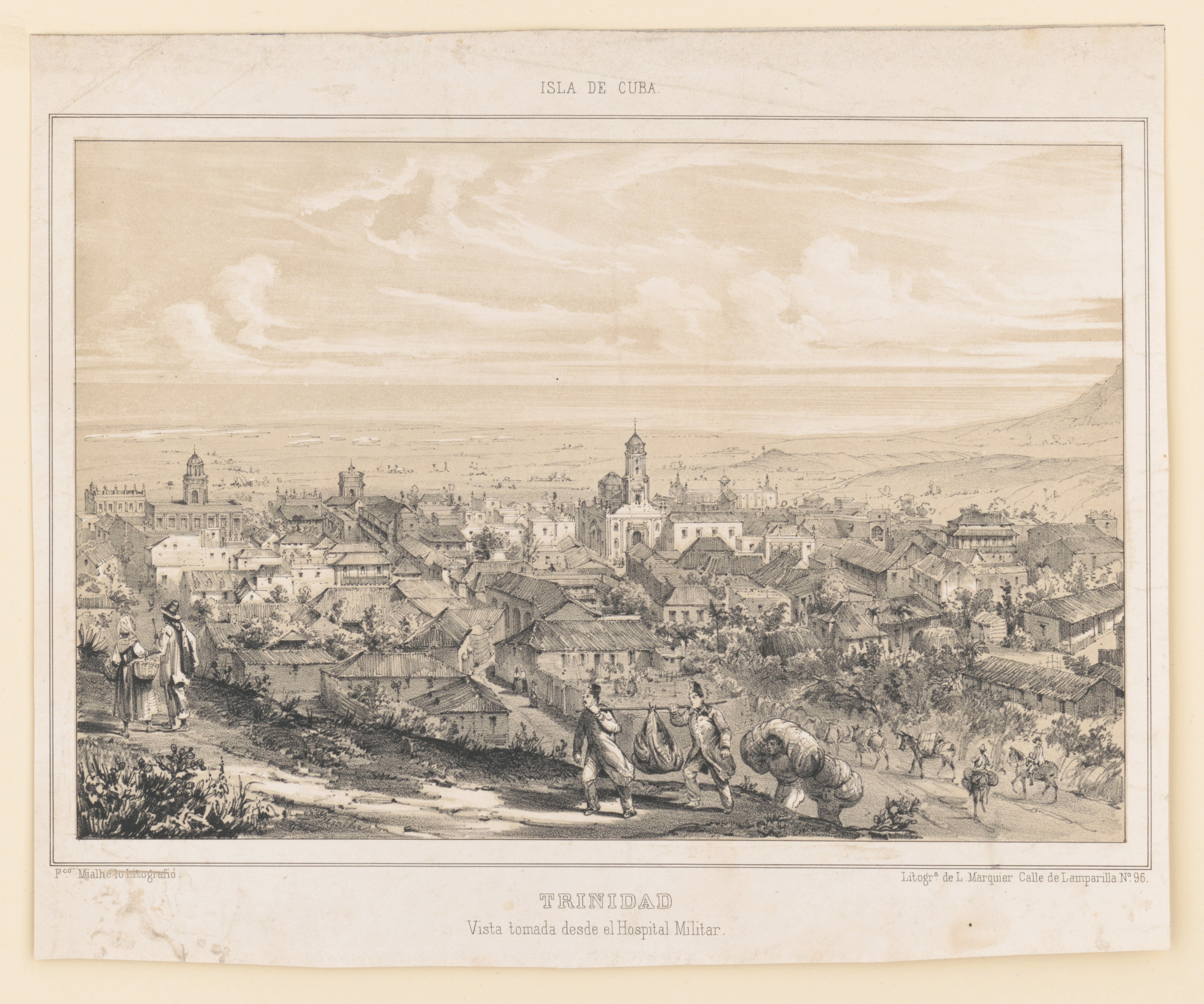
Город Тринидад в середине XIX века

В 1835 году Испания подписала новый договор о запрете рабства, что привело к новым выступлениям. Наиболее серьёзным был Лестничный заговор (исп. Conspiración de La Escalera), начавшийся в марте 1843 года и продолжавшийся до 1844 года. Название происходило от пытки, при которой чёрного раба привязывали к лестнице и били до тех пор, пока он не признавался или не умирал. По оценкам, после подавления восстания около 300 негров и мулатов умерли от пыток, 78 были казнены (среди них один из крупнейших кубинских поэтов, Габриэль де ла Консепсьон Вальдес), около 600 приговорены к различным срокам тюремного заключения, и около 400 высланы с острова, среди них Хосе Антонио Сако.
Власти Испании пробовали предоставить кубинцам ограниченные избирательные права, но на выборах часто побеждали сторонники независимости. Например, в 1836 году в трех городах Кубы прошли выборы в испанские кортесы, результаты которых дважды аннулировал сам генерал-капитан острова (например, все три раза от Сантьяго-де-Куба был избран живший уже в Париже Сако). Однако прибывших на кортесы кубинских депутатов даже не допустили на заседание.
В 1866 году была сделана ещё одна попытка диалога между Кубой и Испанией. Для этого была избрана Информационная хунта из 44 депутатов (22 от Испании, 16 от Кубы и 6 от Пуэрто-Рико), но кубинские инициативы не были приняты.
Начало войны за независимость Кубы и принятие на острове Конституции Гуаймаро заставили Испанию пойти на уступки. В 1870 году «закон Морета» предусмотрел постепенную отмену рабства в Испании, но сохранил его на Кубе. В 1879 году на Кубе прошли первые с 1837 года выборы в испанские кортесы (на которых право голоса имели только 31592 человека — 2,56 % свободного населения острова). Столь малому числу избирателей способствовал высокий имущественный ценз, который в 1892 году был понижен для кубинцев (что увеличило число избирателей почти вдвое — с 21265 человек до 50511 человек).
В результате на выборах в кортесы 1879, 1881, 1884, 1886 и 1893 годов большинство мест от Кубы неизменно получили противники автономии. Новая война за независимость Кубы заставила Испанию в 1897 году дать право голоса всем мужчинам острова старше 25 лет.

## Куба в первой половине XX века

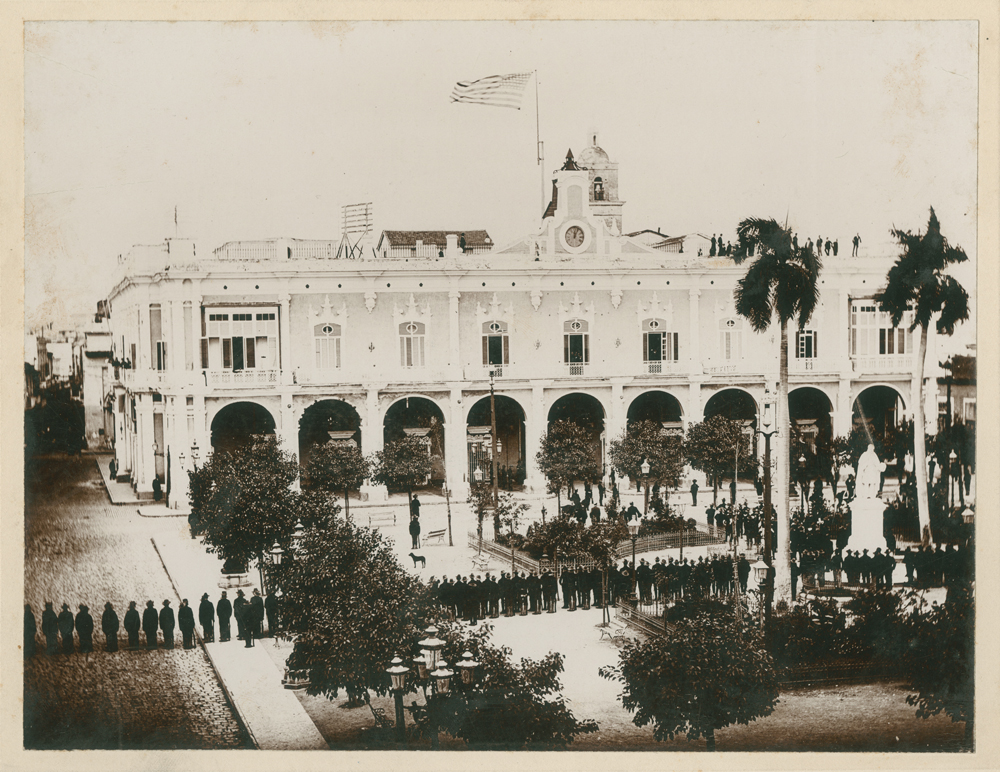
Дворец Генерал-капитана в Гаване во время американской оккупации Кубы, 1899 год

После получения формальной независимости знаменитая Поправка Платта превратила Кубу в зависимую территорию США. 7 апреля 1917 года, вслед за США, Куба объявила войну Германии (однако непосредственного участия в Первой мировой войне кубинские вооружённые силы не принимали). Тем не менее, Куба получила разрешение направить одного делегата для участия в Парижской мирной конференции в качестве «державы, имеющей интересы частного характера» (кубинский делегат имел право участвовать в заседаниях, на которых обсуждались вопросы, имеющие отношение к Кубе).
После начала войны в Испании население Кубы активно участвовало в оказании помощи Испанской республике. Помощь со стороны Кубы начала поступать с августа 1936 года и включала военную поддержку (отправка добровольцев), материальную помощь (сбор денежных средств, одежды и продовольствия для Испанской республики) и политическую поддержку (митинги, демонстрации и иные мероприятия в поддержку Испанской республики). На стороне Испанской республики в войне участвовали 1225 кубинцев: более 850 граждан Кубы (в том числе, 50 офицеров кубинской армии), несколько десятков кубинцев, проживавших в Испании до 18 июля 1936 года, а также граждане стран Латинской Америки и некоторое количество граждан США кубинского происхождения.
8 декабря 1941 года, вслед за США, Куба объявила войну Японии, а 11 декабря 1941 года объявила войну нацистской Германии и Италии. Непосредственного участия во Второй мировой войне кубинские вооружённые силы не принимали, но страна участвовала в поставках военно-стратегического сырья в США и предоставила в распоряжение войск США военно-морские и военно-воздушные базы. Кроме того, для перевозки грузов США было предоставлено судно кубинского торгового флота «Libertad» водоизмещением 5441 тонн (4 декабря 1943 года пропавшее в западной части Атлантического океана — предположительно, потопленное).
После нападения стран «оси» на СССР на Кубе развернулась кампания помощи СССР. 24 июля 1941 года в Гаване прошла 40-тысячная демонстрация в поддержку СССР и была проведена конференция, принявшая резолюцию о отправке в СССР 40 тысяч мешков сахара, 1 млн сигар и иной возможной помощи. В дальнейшем, в стране были созданы более 100 комитетов помощи СССР. В июне 1942 года демократические, рабочие и профсоюзные организации Кубы собрали и отправили в дар СССР 110 тонн товаров (кофе, табак, сигареты, мыло, кожа для сапог и др.). В Красной Армии сражались кубинские интернационалисты Альдо Виво (погиб на невском пятачке) и Энрике Вилар (в Красной Армии с апреля 1942 года, командир взвода, погиб 30 января 1945 года в бою за Фюрстенау).
В январе 1945 года на Кубе базировалась 509-я авиагруппа 20-й воздушной армии США (отрабатывавшая бомбометание с Б-29 перед нанесением атомных ударов по Хиросиме и Нагасаки).

## Революция
1 января на Кубе празднуется День освобождения (Dia de Libertad de Cuba) — годовщина победы революции 1959 года и бегства диктатора Фульхенсио Батисты.

## Социалистическая Куба

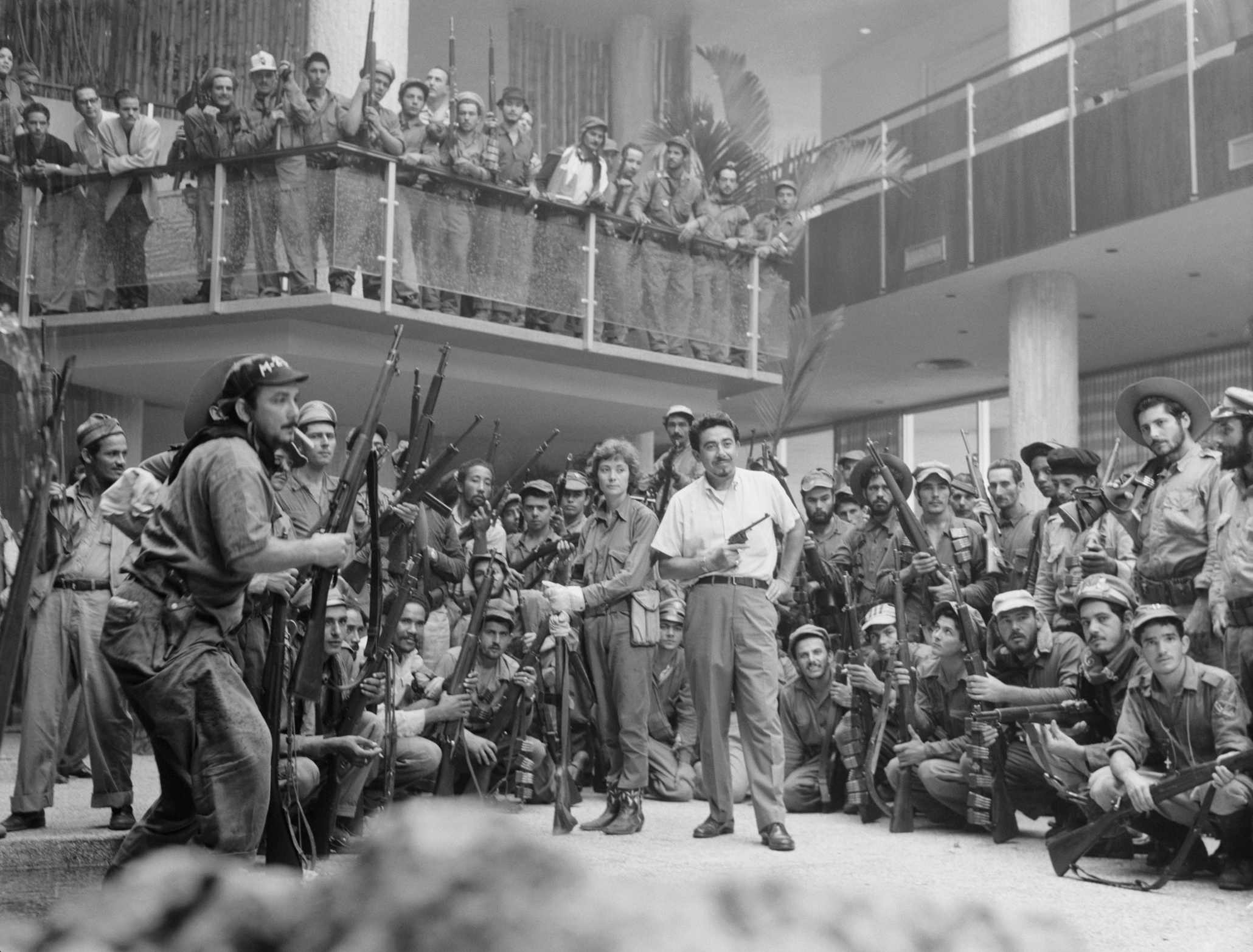
Кубинские повстанцы в Гаване, январь 1959 года

Временным президентом стал известный своей честностью Мануэль Уррутиа, премьер-министром — либеральный адвокат Миро Кардона. 8 января 1959 г. в столицу прибыл назначенный военным министром Фидель Кастро, сразу же выказавший притязания на руководящую роль в правительстве. Среди групп и группировок, участвовавших в свержении режима Батисты в составе Повстанческой Армии, существовало два основных течения: демократическое и коммунистическое. Фидель Кастро поддержал коммунистическое течение.
15 февраля 1959 г. премьер-министр страны Миро Кардона ушёл в отставку, новым главой правительства становится Фидель Кастро. В июне он отменяет запланированные ранее свободные выборы, приостанавливает действие Конституции 1940 года, гарантировавшей основные права, и начинает руководить страной исключительно при помощи декретов.
17 мая 1959 года был принят закон об аграрной реформе, в соответствии с которой была произведена национализация земель, находившихся в иностранной собственности, установлен максимальный объём частной собственности на землю (30 кабальерий, или 402 га). В результате реформы земельные наделы получили свыше 100 тыс. крестьян, было произведено перераспределение земель сельскохозяйственного назначения (60 % получили крестьяне, 40 % перешло в государственный сектор). Этот закон, а также сближение Кастро с коммунистами вызвали недовольство в США. Вскоре самолёты ВВС США[уточнить] подвергли бомбардировке Гавану[уточнить], что только усилило симпатии кубинцев к революционерам и позволило Кастро укрепить свою власть. Аресту подверглись тысячи контрреволюционеров. Для защиты революции была создана многотысячная милиция. Затем Фидель объявил о национализации крупных предприятий и банков, в основном принадлежавших американцам.
В ответ на это США разорвали дипломатические отношения с Кубой и ввели экономические санкции.
10 октября 1959 г. министром вооружённых сил был назначен Рауль Кастро. Это вызвало большое недовольство командующего войсками в Камагуэе Убера Матоса. Убер Матос в тот же день вместе с четырнадцатью другими офицерами подал в отставку и обвинил Фиделя в том, что тот стал коммунистом. Затем он начал готовить план переворота. Но заговорщики были арестованы, и переворот не состоялся. После попытки свергнуть революционное правительство Кубы, Фидель Кастро объявил о переходе своей страны на социалистический путь развития и встал во главе Коммунистической партии Кубы.
В августе 1960 года была создана Федерация кубинских женщин.

### Операция в заливе Свиней
На рассвете 17 апреля 1961 года в районе Плайя-Хирон с американских судов высадились свыше полутора тысяч кубинских эмигрантов («бригада 2506»), обученных и вооружённых ЦРУ США. Однако ожидавшегося народного бунта не произошло, и к вечеру 19 апреля силы эмигрантов были полностью разгромлены.
В мае 1961 года возникла Национальная ассоциация мелких земледельцев.

### Карибский кризис
Весной 1962 г. советские стратеги решили, что можно эффективно достичь некоторого ядерного паритета, разместив ракеты на Кубе. Н. С. Хрущёв считал защиту острова критичной для международной репутации СССР и коммунистической идеологии и, вероятно, полагал, что размещение советских войск и ракет на Кубе защитит остров от повторного американского вторжения, которое он считал неизбежным после провала попытки десанта в Заливе Свиней. В июне-сентябре 1962 г. контингент советских войск с баллистическими ракетами средней дальности (Операция «Анадырь») прибыл на Кубу.
14 октября 1962 года самолёт-разведчик U-2 ВВС США в ходе одного из регулярных облетов Кубы обнаружил в окрестностях деревни Сан-Кристобаль советские ракеты средней дальности Р-12. По решению президента США Джона Кеннеди был создан специальный Исполнительный комитет, в котором обсуждались возможные пути решения проблемы. Некоторое время заседания исполкома носили секретный характер, однако 22 октября Кеннеди выступил с обращением к народу, объявив о наличии на Кубе советского «наступательного оружия», из-за чего в США немедленно началась паника. Был введён «карантин» (блокада) Кубы.
Вначале советская сторона отрицала наличие на острове советского ядерного оружия, затем — уверяла американцев в сдерживающем характере размещения ракет на Кубе. 25 октября фотографии ракет были продемонстрированы на заседании Совета Безопасности ООН. В исполнительном комитете всерьёз обсуждался силовой вариант решения проблемы, и его сторонники убедили Кеннеди как можно скорее начать массированную бомбардировку Кубы. Однако очередной облёт U-2 показал, что несколько ракет уже установлены и готовы к пуску, и что подобные действия неминуемо привели бы к войне.
Президент США Джон Кеннеди предложил Советскому Союзу демонтировать установленные ракеты и развернуть всё ещё направлявшиеся к Кубе корабли в обмен на гарантии США не нападать на Кубу и не свергать режим Фиделя Кастро (иногда указывается, что Кеннеди также предложил вывести американские ракеты из Турции, но данное требование исходило от советского руководства). Председатель Совета Министров СССР и первый секретарь ЦК КПСС Никита Хрущёв согласился, и 28 октября начался демонтаж ракет. Последняя советская ракета покинула Кубу через несколько недель, и 20 ноября блокада Кубы была снята.

### Восстание в горах Эскамбрай
Многие участники Кубинской революции, свергавшие режим Батисты вместе с Кастро, были противниками установления коммунистического режима. Основу повстанческого движения составляли крестьяне, выступавшие против огосударствления и коллективизации. Главным очагом восстания являлся горный массив Эскамбрай, где в период антибатистовской партизанской войны действовал Второй национальный фронт. Среди лидеров и участников восстания были известные революционеры — Элой Гутьеррес Менойо, Освальдо Рамирес, Порфирио Рамирес, Эдель Монтьель, Плинио Прието, Эусебио Пеньяльвер, Сойла Агила Альмейда; были изначальные противники Кастро — Томас Сан-Хиль, Хулио Эмилио Карретеро, Хосе Леон Хименес, Маноло Лопес; были и аполитичные прежде люди — как Маргарито Ланса Флорес. Подавить Восстание Эскамбрай удалось только в 1965 году с привлечением сотен тысяч военных и ополченцев-milicias. Несколько лет действовали на Кубе и организации городского антикоммунистического подполья — MRR, MRP, M-30-N.

### Политические репрессии
Уже с 1959 года на Кубе начались политические репрессии. Первоначально они были направлены против деятелей свергнутого режима Батисты. Однако вскоре преследования распространились на всех противников Фиделя Кастро и коммунистической политики, в том числе активных революционеров: был расстрелян Уильям Морган, осуждены на длительное заключение Убер Матос и Элой Гутьеррес Менойо. К смертной казни и тюремному заключению приговаривались не только повстанцы и подпольщики, но и участники мирных протестов, а впоследствии любые инакомыслящие. Пик репрессий пришёлся на начало и середины 1960-х, когда, по признанию Кастро, в заключении находились 20 тысяч кубинцев. Эти процессы коснулись и правящей партии: в 1968 году были осуждены на различные сроки заключения деятели просоветской «микрофракции» (Анибаль Эскаланте, Рикардо Бофиль, в общей сложности более сорока человек). Главным орудием репрессий являлись органы МВД во главе с министром Рамиро Вальдесом и его заместителем, начальником органов госбезопасности Мануэлем Пиньейро.

### Внешняя политика
Уже в 1959 году с территории Кубы была отправлена группа доминиканских революционеров для организации повстанческой борьбы в Доминиканской Республике. В 1960-х — начале 1990-х Куба была союзником СССР и прочих социалистических стран, оказывавших значительную финансовую, экономическую и политическую поддержку, деятельно поддерживала марксистских повстанцев и марксистские режимы Латинской Америки (Пуэрто-Рико, Гватемалы, Сальвадора, Никарагуа, Панамы, Боливии, Перу, Бразилии, Аргентины, Чили), Африки (Алжир, Эфиопия, Ангола) и Азии, а также проводила политику оказания помощи гуманитарного профиля различным странам мира. В конце 1980-х за рубежом в рамках военных и гуманитарных миссий находилось более 70 тыс. кубинцев. В 1961 году кубинское судно доставило в Алжир груз оружия, а на обратном пути забрало детей и раненых. В дальнейшем в АНДР прибывали кубинские врачи и военные советники.

### Куба в 1990—2008 годах

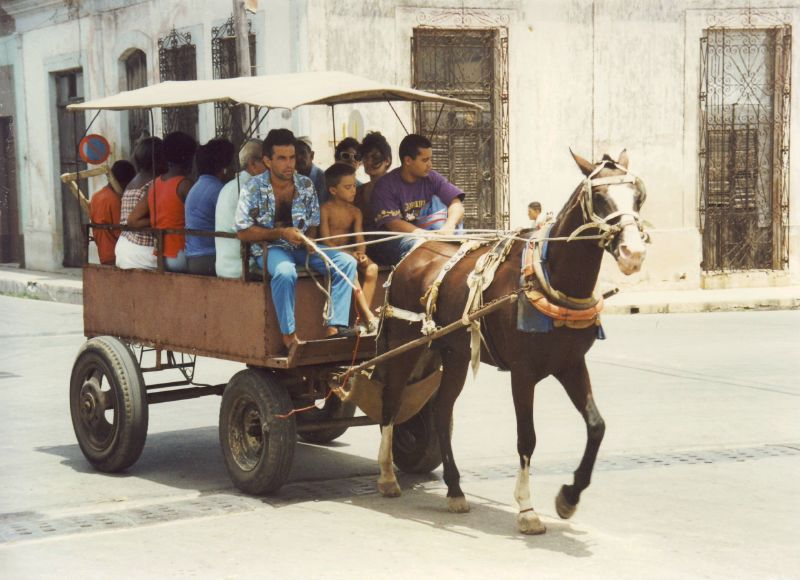
Общественный транспорт с конной тягой на Кубе в 1990-х годах

Кастро отрицательно отнёсся к политике Перестройки в СССР и даже запретил распространение на Кубе ряда советских изданий («Московские новости», «Новое время» и др.), и в то же время поддержал главного оппонента Горбачёва — Ельцина. По воспоминаниям Ельцина, Кастро высказывал ему симпатию и в годы опалы, и позднее, после его прихода к власти, несмотря на явный антисоциалистический характер реформ в России.
С распадом СССР Куба понесла огромные экономические убытки (в 1990—1993 гг. ВВП уменьшился на 33 %), и аналитики предсказывали скорое падение правительства Кастро.
В 1994 году в Гаване произошли массовые беспорядки — первое после Восстания Эскамбрай открытое антикастровское выступление. Однако власти быстро восстановили контроль над столицей, а волна недовольства была сбита упрощением порядка эмиграции.
Экономическая ситуация в общем и целом стабилизировалась во второй половине 1990-х; ключевую роль сыграл приход к власти в нефтедобывающей Венесуэле политического союзника Кастро Уго Чавеса, который обеспечил топливное снабжение Кубы.
Хотя экономическое состояние страны международными организациями в настоящий момент оценивается как в целом стабильное, к концу 2000-х годов вновь обострились структурные проблемы. Власти анонсировали ограниченные реформы, включающие стимулирование малого и среднего частного предпринимательства и значительное сокращение государственного аппарата.

### Отставка Фиделя Кастро
19 февраля 2008 года через газету «Гранма» Фидель Кастро объявил об уходе в отставку с поста председателя Госсовета и главнокомандующего кубинскими войсками. «Моим дорогим согражданам, которые оказали мне неизмеримую честь избрать меня членом Парламента, в котором будут приняты важнейшие для судьбы революции решения, я сообщаю, что не намереваюсь и не дам своего согласия на то, чтобы занять пост председателя Госсовета и Главнокомандующего», — говорится в обращении.
Высшие посты (председатель Госсовета и лидер Компартии) занял брат Фиделя Рауль Кастро.
В 2015 году Куба подписала договор с США о торговле.
26 ноября 2016 года после продолжительной болезни Фидель Кастро скончался.

### Период после Фиделя Кастро
Рауль Кастро постепенно уступал руководящие посты Мигелю Диас-Канелю, который в 2019 г. занял пост президента вместо упразднённого поста председателя Госсовета, а с 2021 г. и руководителя Коммунистической партии Кубы. Диас Канель начал осторожную программу некоторой либерализации экономики. Согласно Конституции, Диас-Канель не может оставаться на посту президента больше двух сроков, то есть после 2029 г.
Эпидемия коронавирусной инфекции в 2020—2021 гг. обострила социальную ситуацию на Кубе. В 2020 г. произошли протесты в Гаване из-за убийства Гензеля Эрнандеса, а в июле 2021 г. развернулись самые многочисленные за весь период правления коммунистов протесты во многих городах Кубы.